# Тишино (Дмитровский городской округ)
Тишино — деревня в Дмитровском районе Московской области в составе сельского поселения Куликовское. Население — 8 чел. (2010). До 2006 года Тишино входило в состав Зареченского сельского округа.

## Расположение
Деревня расположена на северо-западе района, на границе с Тверской областью, примерно в 38 км к северо-западу от Дмитрова. Стоит на правом берегу реки Сестры. Высота центра над уровнем моря 117 м. Ближайшие населённые пункты — Кувалдино, Тверской области, на противоположном берегу реки, Липино на юго-востоке и Мишуково на севере.

## Население
| 2002 | 2006 | 2010 |
| ---- | ---- | ---- |
| 4    | ↗6   | ↗8   |